# Прапор Врадіївського району
Пра́пор Вра́діївського райо́ну затверджений 14 жовтня 2004 року рішенням Врадіївської районної ради.

## Опис
Прямокутне полотнище складається з трьох горизонтальних смуг: синьої, білої та зеленої у співвідношенні 3:1:3. На верхній смузі біля древка — жовта восьмипроменева зірка.